# Grube Weiß
Die Grube Weiß ist eine ehemalige Buntmetallerz-Grube des Bensberger Erzreviers in Bergisch Gladbach. Das Gelände ist ein Ortsteil im Stadtteil Moitzfeld.

## Geologie
Die vererzte Gangspalte der Grube Weiß verläuft von Westen nach Osten und taucht mit einem Winkel von durchschnittlich 70° nach Norden ein. Die Gesteinsmasse im Süden, auf der die Gangspalte mit der Lagerstätte sozusagen aufliegt, bezeichnet man als das Liegende. Das darüber liegende Gestein im Norden ist das Hangende. Die hauptsächlichen Erze der Grube Weiß waren große Mengen Zinkblende (Zinksulfid bzw. Sphalerit) und deutlich weniger Bleiglanz (Bleisulfid bzw. Galenit) mit einem Silbergehalt von 100 bis 400 g je t Bleierz. Die Zinkblende besaß bis fast zur Mitte des 19. Jahrhunderts keinerlei wirtschaftliche Bedeutung, weil das Verhüttungsverfahren in so genannten Muffelöfen erst Anfang des 19. Jahrhunderts entwickelt wurde.S. 7ff.

## Geschichte
Als es zu Beginn des 19. Jahrhunderts technisch gelang, Zinkerz zu hochwertigem Metall zu verhütten, brach im gesamten Bensberger Erzrevier in der Mitte des 19. Jahrhunderts ein wahrer Zinkrausch aus. Am 13. Januar 1852 beantragte der Grubensteiger Hahsbach zu Volberg für den Gewerken Charles Détillieux die Mutung für einen Blei-, Blende- und Kupfererzgang „im Rabensack bei Bensberg“ unter dem Namen Carlszeche. Am 29. September 1852 stellte man die Bauwürdigkeit des Erzvorkommens fest. Die Verleihung erfolgte mit dem Namen „Weihs“ am 29. Dezember 1852. In den Folgejahren war man bestrebt, die Berg- bzw. Abbaurechte auf die weitere Umgebung auszudehnen. Daraufhin kam es am 28. August 1874 zu einer ersten Konsolidierung mit der Grube Himmelsglück, die am 21. November 1855 „auf dem Gebirge Scheid“ bei Kleinhohn verliehen worden war. Von jetzt an hatte die Zeche den Namen „Consol. Weiß“. Weitere Konsolidierungen folgten am 5. September 1890 mit den Gruben Mariensegen und Leopold von Buch. Die Grube Mariensegen war am 27. November 1846 auf Kupfer und am 30. November 1853 auf Bleierze und Blende verliehen worden. Die Grube Leopold von Buch war am 16. September 1853 verliehen worden.S. 17ff.

## Betrieb
Der Tiefbau erfolgte über mehrere Schächte bis zur 235-m-Sohle, die auch als Hauptförderstrecke diente. Im Jahr 1902 teufte man einen neuen Zentralschacht mit modernen Förderkörben ab, über die von jetzt an die komplette Förderung lief. Dadurch wurde auch die Personenbeförderung über Seilfahrt ermöglicht. Die tiefste Sohle lag bei 285 m. Darunter gab es noch weiteren Versuchsbergbau, der aber keine wirtschaftlichen Aufschlüsse mehr brachte. Die genauen Tiefenangaben fehlen. Der Untertagebergbau kam 1930 endgültig zum Erliegen.
Von Beginn an hatte man eine nassmechanische Aufbereitungsanlage, über die das Erz nach dem Schwerkraftprinzip ausgewaschen wurde. Dabei blieben aber größere Mengen Resterze in den Klärschlämmen und Waschhalden zurück. Um das zu vermeiden, baute man in den 1920er Jahren eine Flotationsanlage, die 1929 in Betrieb ging. Bis zum Jahr 1957 schaffte man das Material der ehemaligen Klärteiche und Waschhalden der Gruben Weiß, Blücher, Washington und Berzelius heran und setzte es erneut in der Flotation durch. Die endgültige Schließung des Grubenbetriebs erfolgte am 1. Dezember 1957.S. 41ff.

## Der Dammbruch 1932
In der Nacht vom 15. auf den 16. August 1932 brach der Damm des unteren Klärteichs der Aufbereitung. An dieser Stelle befindet sich heute der Bauhof der Stadt Bergisch Gladbach in Obereschbach. Um Mitternacht stürzten die Schlammmassen durch das Eschbachtal. Kühe, Schweine, Hühner und sonstige Haustiere starben in der Schlammflut. Auch Gebäude kamen zu Schaden. Wertvolles Acker- und Wiesenland wurde für Jahrzehnte unbrauchbar gemacht. Die Folgen der Katastrophe sind noch heute sichtbar.S. 75ff.

## Ortschaft Grube Weiß
Die Grube Weiß hat bis auf den heutigen Tag ihren Namen als Ortsbezeichnung behalten. Hier stehen immer noch mehrere Wohnhäuser, die überwiegend aus der Zeit des ehemaligen Grubenbetriebs stammen.

## Siedlung „Im Erlenhof“
Westlich des Bergwerks wurde 1922/23 eine Bergarbeitersiedlung mit Kleinwohnungshäusern errichtet. Die insgesamt 20 Häuser in Zweier- und Viereranordnung flankieren einen rechteckigen Platz mit Namen „Im Erlenhof“ und dessen Zugang von der Barbarastraße. Bauherr der Siedlung war die Rheinisch-Nassauische Hütten-AG zu Stolberg, der Entwurf stammt von dem Düsseldorfer Architekten Willy Krüger. Bereits 1932 wurden die Häuser einzeln privatisiert und seitdem teils stark verändert.

## Atelierhaus Grube Weiß
Im Jahr 2022 wurden nach umfangreicher Sanierung durch einen privaten Investor das ehemalige Verwaltungsgebäude und das anschließende Magazin als Atelierhaus mit Ausstellungs- und Eventhalle in Betrieb genommen.